# VP3
On2 트루모션 VP3는 무로열티 손실 영상 압축 포맷 및 영상 코덱이다. 트루모션 영상 코덱의 새 버전이며 On2 테크놀로지가 개발한 영상 코덱 시리즈이다.